# Lada 2104/2105/2107
Les Lada 2105,  2107 (berlines) et le break 2104 sont des automobiles du constructeur russe Lada-AvtoVAZ, produites entre 1979 et 2012.
Berline classique, la 2105 est une version modernisée de la VAZ-2101, elle reprend en effet la cellule centrale de la Fiat 124. Elle fut vendue sous les noms de Lada Riva, Lada Nova, Lada Signet ou encore Lada Classica à partir de 1979, et jusqu'au début de l'année 2011.
La 2107 est la version « luxueuse » de la 2105, et s’en distingue principalement par sa calandre chromée et son intérieur revu. Lancée en 1982, elle a été produite jusqu'au printemps 2012.
Sorti en 1984, le break 2104 reprend la partie avant de la 2105 et remplace dans la gamme la vieillissante 2102. Sur les marchés occidentaux, il prit le nom de Classica Break, Nova Break, Estate, Family ou encore Kalinka (à partir de 1995 sur le marché français pour cette dernière appellation).

## Lada 2105(1979 - 2010)

### Présentation
La production de la 2105 débute en 1979. Si elle conserve la cellule centrale de la 124, elle se différencie de la VAZ-2101 par sa calandre noir mat, ses gros pare-chocs caoutchoutés et ses phares rectangulaires. Suivant la mode du plastique qui sévit dans l'automobile depuis la fin des années 1980, elle perd également les chromes des versions précédentes.
À son lancement, elle est disponible avec trois moteurs : le nouveau 1.3 de 64 ch (avec une courroie crantée remplaçant la chaîne de distribution), le 1.2 bien connu (type 21051), et un 1500 cm³ (cylindrée réelle de 1450 cm³) de 68 ch (type 21053).
La 2105 mesure 57 mm de plus que la 2101, portant sa longueur à 4,13 m, est large de 1,62 m (+ 9 mm) et haute de 1,446 m (+ 6 mm).
Son poids à vide reste sous la tonne, avec 995 kg.

### Autres appellations
À l’étranger, la 2105 prend diverses appellations : Lada Riva (au Royaume-Uni, elle est d’ailleurs légèrement modifiée pour ce marché), Lada Nova en Allemagne, Lada Signet au Canada, mais aussi Lada Laika, Junior ou Classica depuis 1992. Ce dernier nom étant par ailleurs le seul toléré par AvtoVAZ depuis 2001.

### Sport
En 1982, une version très sportive VFTS est homologuée pour le Groupe B. Elle existe avec un moteur 1300 (135 ch) et un 1600 (165 ch). La VFTS est assemblée à Vilnius, dans les ateliers du pilote soviétique Stasys Brundza et participera à de nombreux rallyes jusqu’à la fin des années 80.
Il exista également une version usine, la 2105T16 à moteur turbocompressé de 240 ch.

### Trente ans de carrière
Le 20 mars 1981, la 6 000 000e Lada produite est une 2105.
Au milieu des années 1980, l’importateur belge Scaldia-Volga monte une boîte automatique à trois rapports d’origine GM sur la 2105.
Entretemps, la 21055 à moteur 1.5 diesel de 55 ch apparaît, cette version autorise une vitesse de pointe de 125 km/h.
En Russie, AvtoVAZ commercialise quelques exemplaires de la 2105 « Taxi », allongée de quelques centimètres, et qui reprend le 1.7 du 4x4 Niva.
Retirée des marchés occidentaux au début des années 90, la 2105 continue néanmoins à être produite à Togliatti, après un passage chez KrASZ en Ukraine de 2002 à 2003.
En 2006, les normes de pollution ont raison des moteurs à carburateur. Depuis cette date, seule subsistait la 21054, à moteur 1.6 de 72 ch, également monté sur les 2107.
Vendue aux alentours de 4 000 € en Russie, ce qui en faisait la voiture la moins chère du marché, la 2105 connaissait encore le succès au crépuscule de sa carrière, puisque le duo 2105/2107 dominait encore le marché automobile russe en 2010.
La toute dernière Lada 2105, de couleur bleue, a quitté les chaînes de Togliatti le 30 décembre 2010, mettant un point final à une carrière commencée 31 ans auparavant.

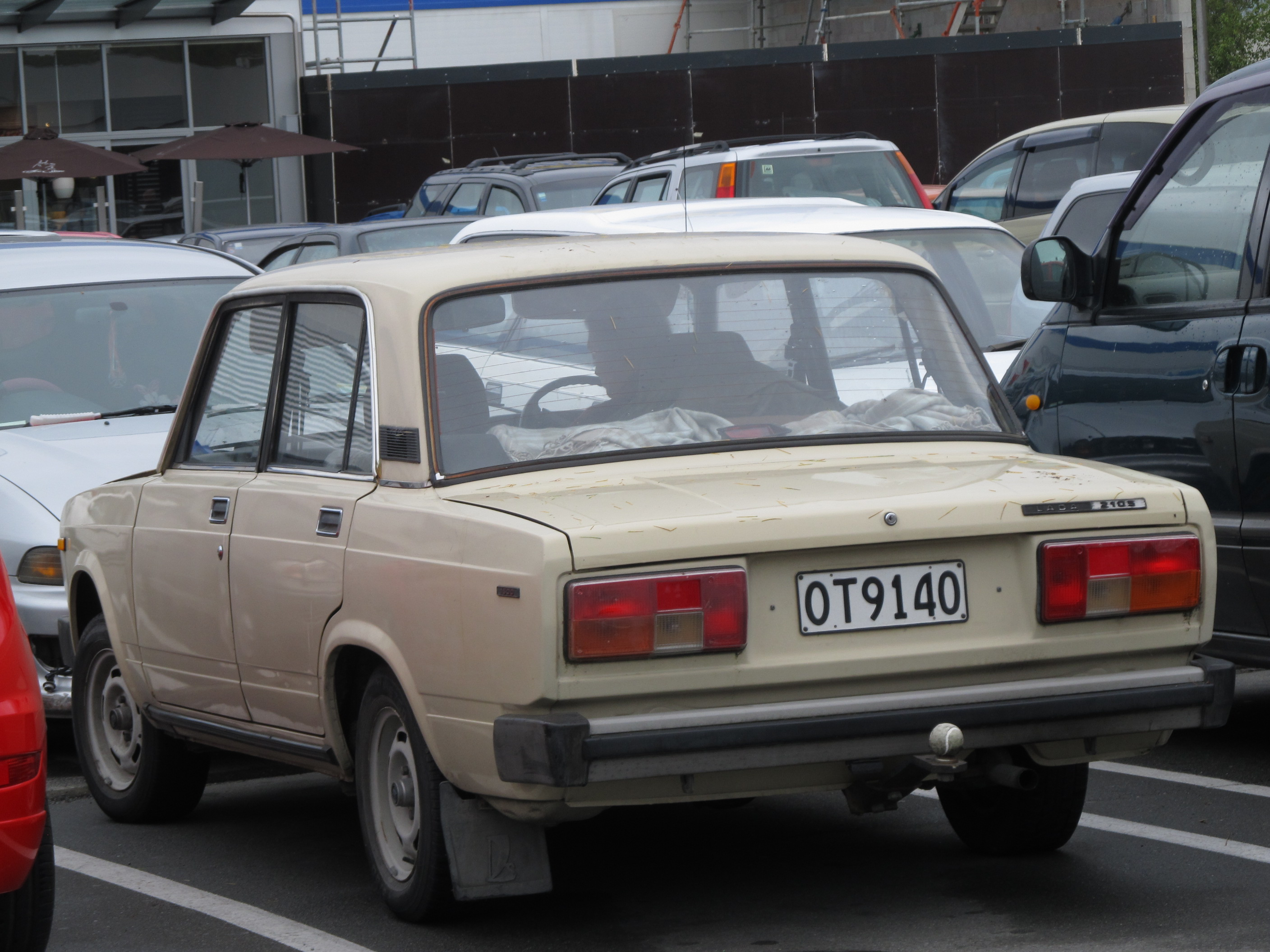

## Lada 2107(1982 - 2012)

### La «Mercedes russe»
Présentée fin 1981, produite à partir du 11 mars 1982 et lancée en Europe de l’Ouest en 1983, la VAZ-2107 est une version « luxueuse » de la VAZ-2105. Elle fut surnommée « la Mercedes russe » en référence à sa grosse calandre carrée, censée lui donner un aspect plus haut de gamme que sa sœur 2105.
La 2107 gagne 15 mm en longueur par rapport à la 2105 grâce à des pare-chocs plus imposants.
L’intérieur est lui aussi revu, avec un tableau de bord mieux agencé, ainsi que de nouveaux sièges au dessin original, avec leur appuie-tête intégré. Ils étaient d’ailleurs nettement plus confortables, ce qui permettait de moins ressentir les réactions d’une suspension assez désagréable.

### L'évolution de la gamme
À son lancement, la 2107 s’équipe de moteurs 1 500 cm3 et 1 600 cm3 (type 21074). Un des gros défauts de cette voiture était la capacité de son réservoir : avec 39 litres, pour une consommation moyenne de dix litres aux cent kilomètres, la 2107 avait une autonomie d’à peine plus de 350 km.
Le 13 août 1982 et le 3 janvier 1984, les 7 000 000 e et 8 000 000e Lada sortant dans l’usine de Togliatti sont des 2107.
En 1985, apparaît la version « N », type 21072, motorisée par un plus moderne 1.3, qui disparaîtra d’ailleurs dans les années 90 (il sera alors remplacé par un 1.5 de 68 ch, auquel viendra s’ajouter le 1.7 du Niva (21073).
Dans les années 80, une version 21079 à moteur à piston rotatif fut même utilisée par les services secrets soviétiques.
En 1994, la 2107 est retirée de la plupart des marchés européens.

### La dernière Lada «classique»
Dès 2001, la 2107 est produite chez LuAZ, puis chez RosLada, AvtoRus et KrASZ depuis 2002. En juillet de cette même année, la production démarre même au Caire, en Égypte.
En 2006, l’offre moteur est réduite et seul le 1600 de 72 ch subsiste.
À partir de 2008, une usine de Tchétchénie assemble également la 2107.
Le 9 mai 2008, le gouvernement russe offre 11 347 Lada 2107 à des anciens combattants et 17 300 à des vétérans du travail. 347 de ces voitures furent équipées de commandes manuelles destinées aux invalides.
Adaptée aux normes Euro 2 grâce à un nouveau système de gestion électronique, la 2107 fut pendant très longtemps en tête du marché russe, avant d’en être délogée en 2009 par la Priora. En 2010, l'instauration d'une prime à la casse en Russie permet au duo 2105/2107 de doubler ses ventes, pour redevenir la voiture la plus vendue en Russie (ce qu'elle est aussi en Arménie et en Azerbaïdjan).
En août 2011, Lada décide d'arrêter la production de la 2107 sur les chaînes de Togliatti, pour la transférer définitivement chez Izhmash, à Ijevsk, où la 2107 était assemblée conjointement à la 2104 depuis le mois d'avril. Le dernier exemplaire, peint en vert métallisé, a par ailleurs rejoint le musée d'AvtoVAZ le 13 octobre 2011.
En conséquence, la vénérable « Jigouli » voit ses volumes de vente considérablement chuter dès le milieu de l'année 2011 : elle est désormais dépassée par la Kalina, la Priora, la Samara et même par la coréenne Hyundai Solaris.
L'arrivée de la nouvelle Lada Granta début 2012 donne le coup de grâce à la vénérable 2107, qui voit ses immatriculations plonger de 71 % sur le premier trimestre 2012.
Définitivement hors-jeu, celle qui fut pendant des années la voiture la plus populaire en Russie fait ses adieux le 17 avril 2012, date à laquelle l'ultime exemplaire tombe des chaînes l'usine d'Ijevsk, qui était la dernière la produire encore,.

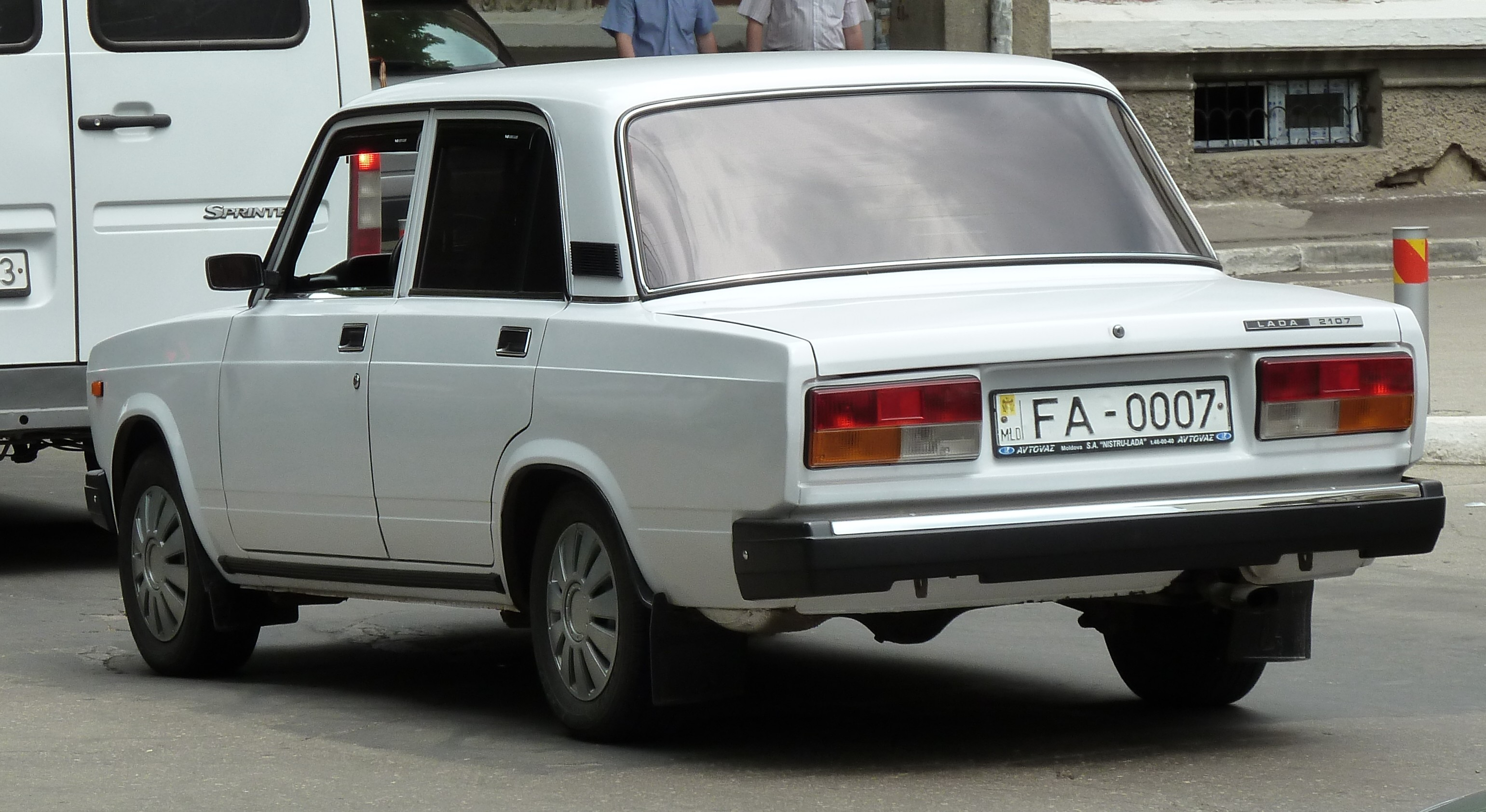

## Lada 2104(1984 - 2012)

### Une brillante carrière à l'ouest
Héritière de la VAZ-2102, la VAZ-2104 est la version break de la 2105, sortie cinq ans plus tôt.
Raccourcie de quinze millimètres, elle propose néanmoins un coffre dont la capacité varie de 345 à 1150 dm³, et qui peut emporter jusqu’à 455 kg de bagages.
Appelée Classica Break, Nova Break, Estate ou Family, la 2104 fit une belle carrière sur les marchés occidentaux, elle fut même vendue jusqu’en 1998 en France.
Sous le capot, on retrouve les mêmes moteurs que dans la 2105, à savoir le 1300 cm³ à courroie crantée et le 1500 cm³ (21043). En 1986, le break accueille la boîte à cinq rapports du Niva.
En 1995, la 2104 devient 21044 avec le « gros » 1.7 de 84 ch tiré du Niva. En France, ce changement lui vaut d’être désormais appelée Kalinka. Elle en profite d’ailleurs pour changer de planche de bord, adoptant celle de la 2107.

### La production délocalisée
En 2001, seule reste au catalogue russe la version 1.5 de 71 ch, à intérieur de 2107. Deux versions diesel furent même lancées, une à moteur 1.5 de 55 ch (21045) et l’autre motorisée par un 1.8 de 62 ch (21048), mais elles furent rapidement arrêtées.
En 2001, la 2104 est produite chez LuAZ, à Lutsk, puis en 2002 chez Izh, AvtoRus (jusqu’en 2003), KrASZ (jusqu’en 2003 également) et RosLada (jusqu’en 2004).

### Le déclin
En 2007, Izh, qui a désormais le monopole de la production, décide de restyler la 2104 en lui greffant la calandre de la 2107.
Mais l'usine d'Ijevsk, en grosse difficulté, arrête la production du break en avril 2009. Des travaux de remise en marche de l'usine sont alors entrepris, qui aboutissent à la reprise de la production de la 2104 et du fourgon IZH-27175 à partir de septembre 2010.
Après la disparition de la 2105 fin 2010, et de la 2107 début 2012, le break 2104, née en 1970 avec la VAZ-2101, a cessé d'être produite le 17 septembre 2012, mettant un point final à une lignée de modèles à propulsion dérivés de la FIAT 124, entamée en 1970 par la mythique LADA 2101 et riche de plus de 17 millions d'unités produites, en faisant au passage la deuxième voiture la plus diffusée dans le monde derrière la Volkswagen "Coccinelle" (21.529.464 exemplaires entre 1938 et 2003) et devant la Ford T (16.482.040 exemplaires entre 1908 et 1927)].

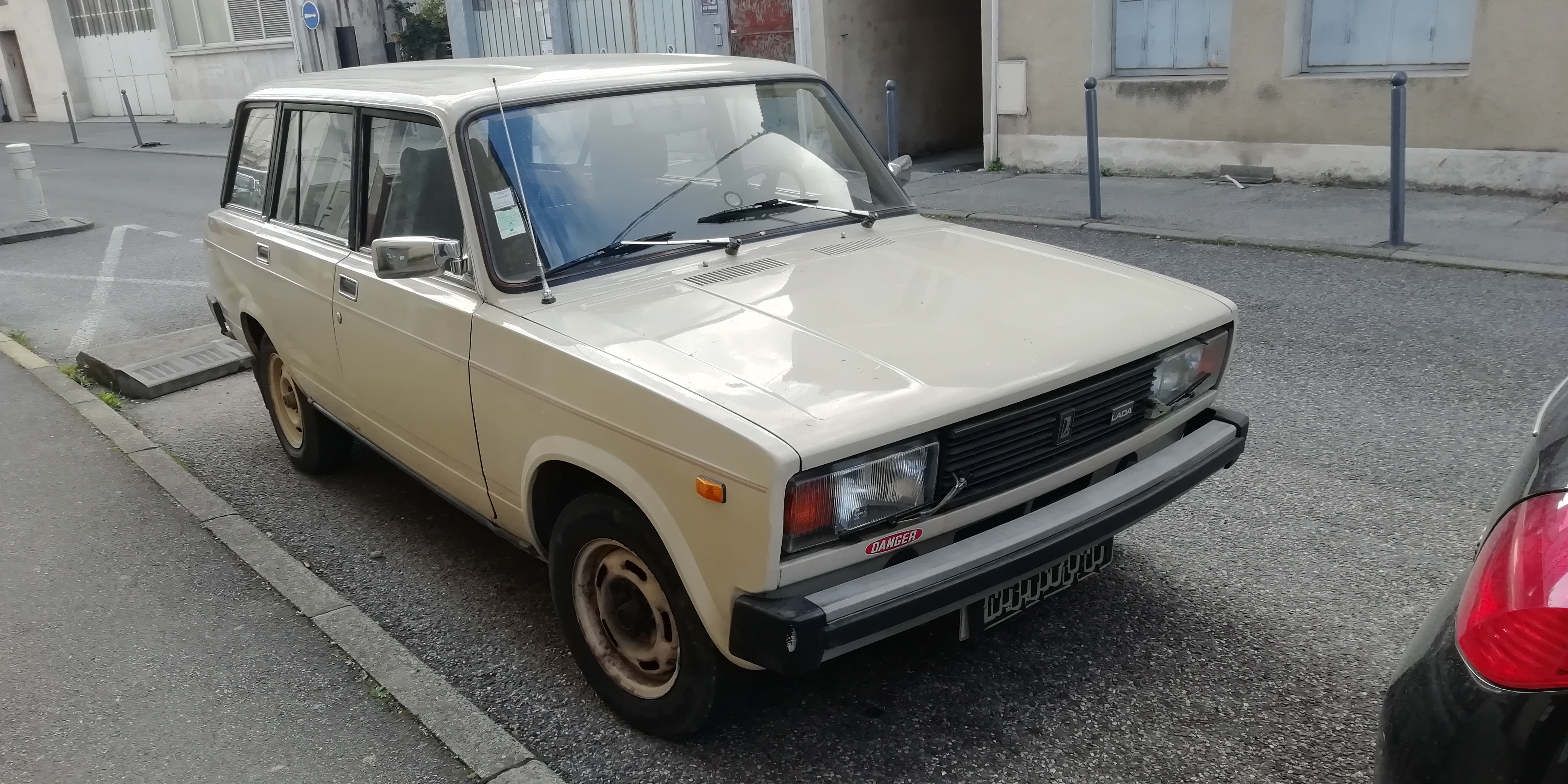
Un break Lada 2104 dans la Drôme, en février 2020.

## Galerie

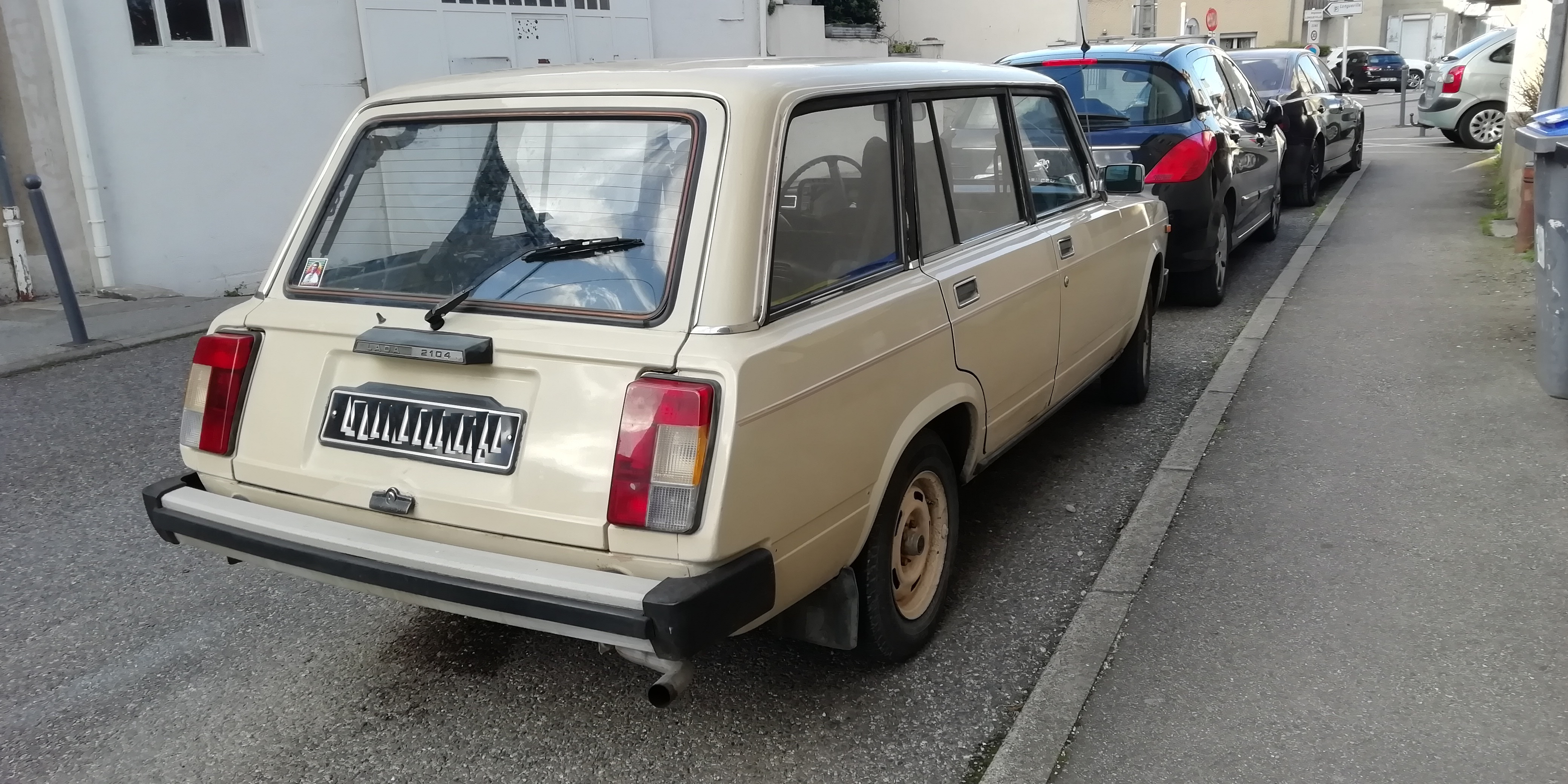

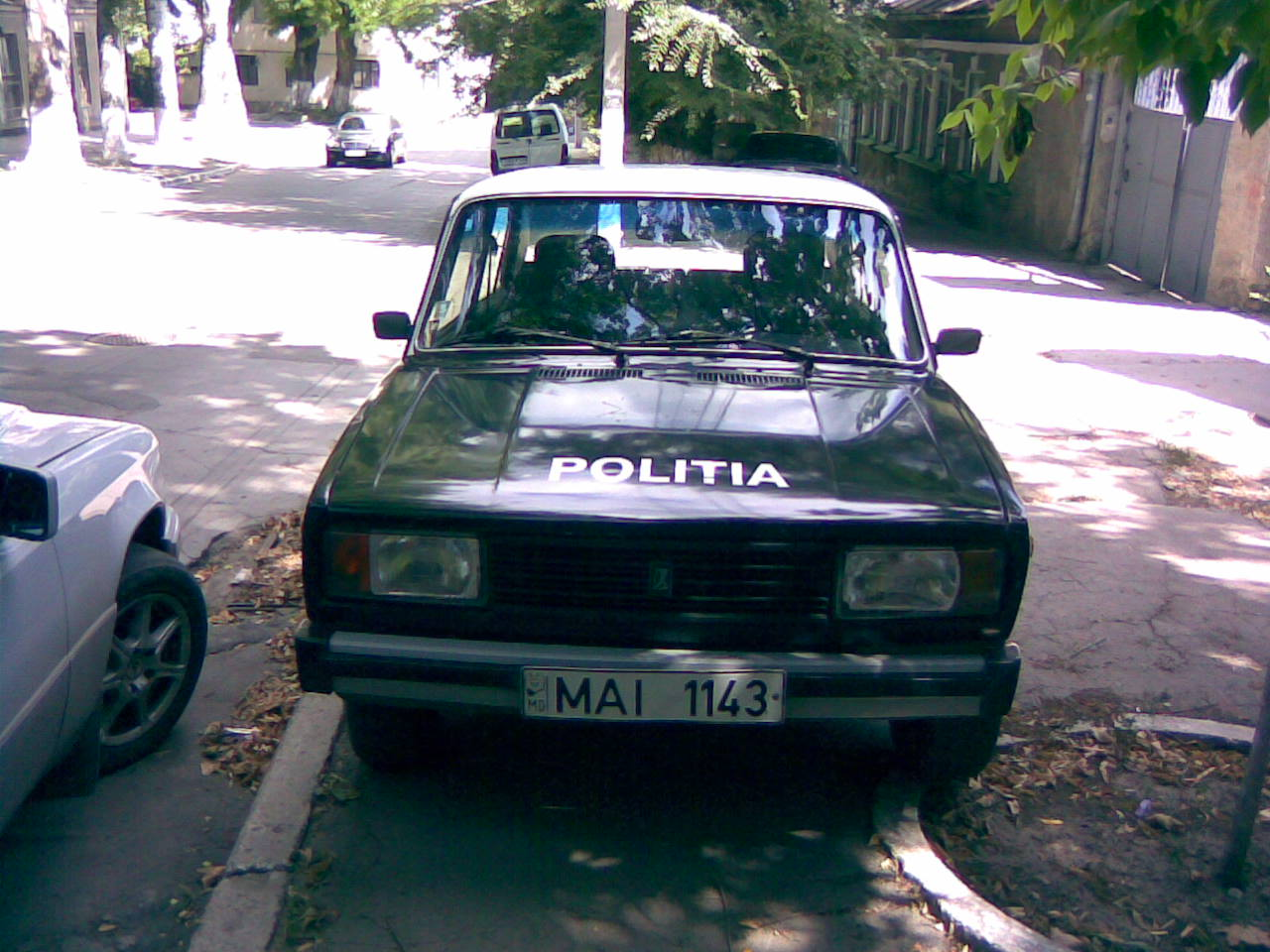
Lada 2105 de la police moldave
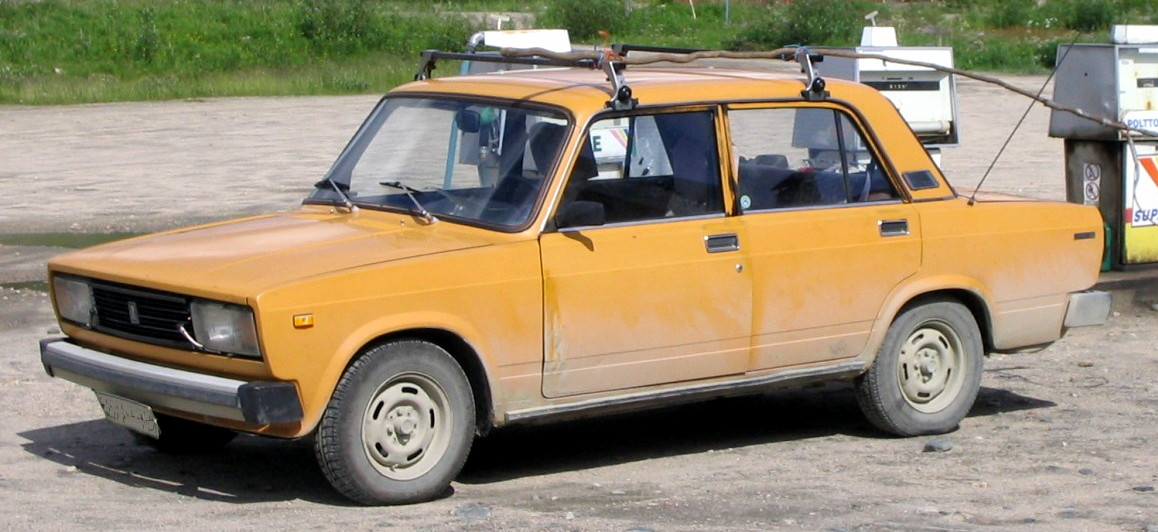
Lada 2105 finnoise
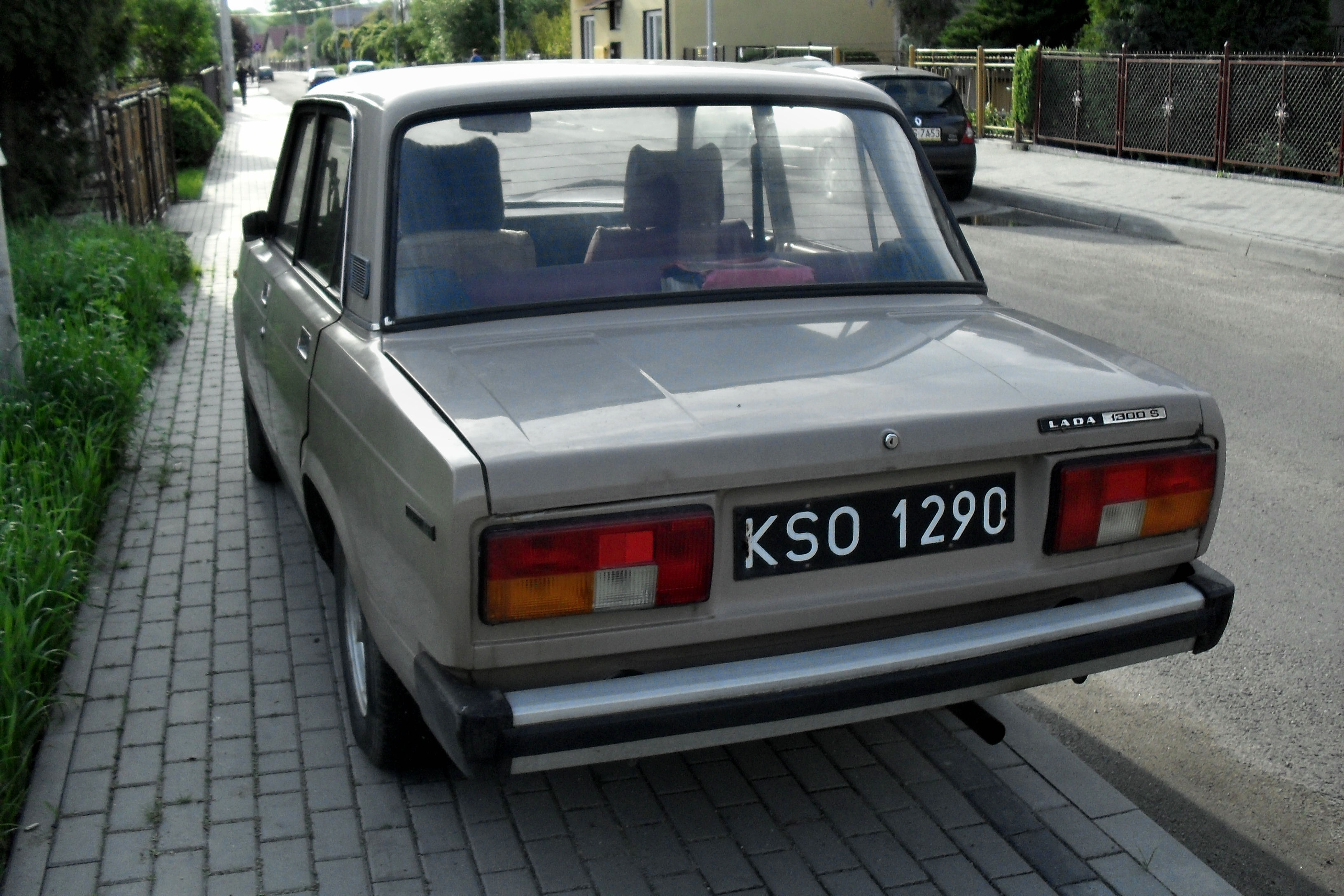
Lada 2105 (1300 S) polonaise
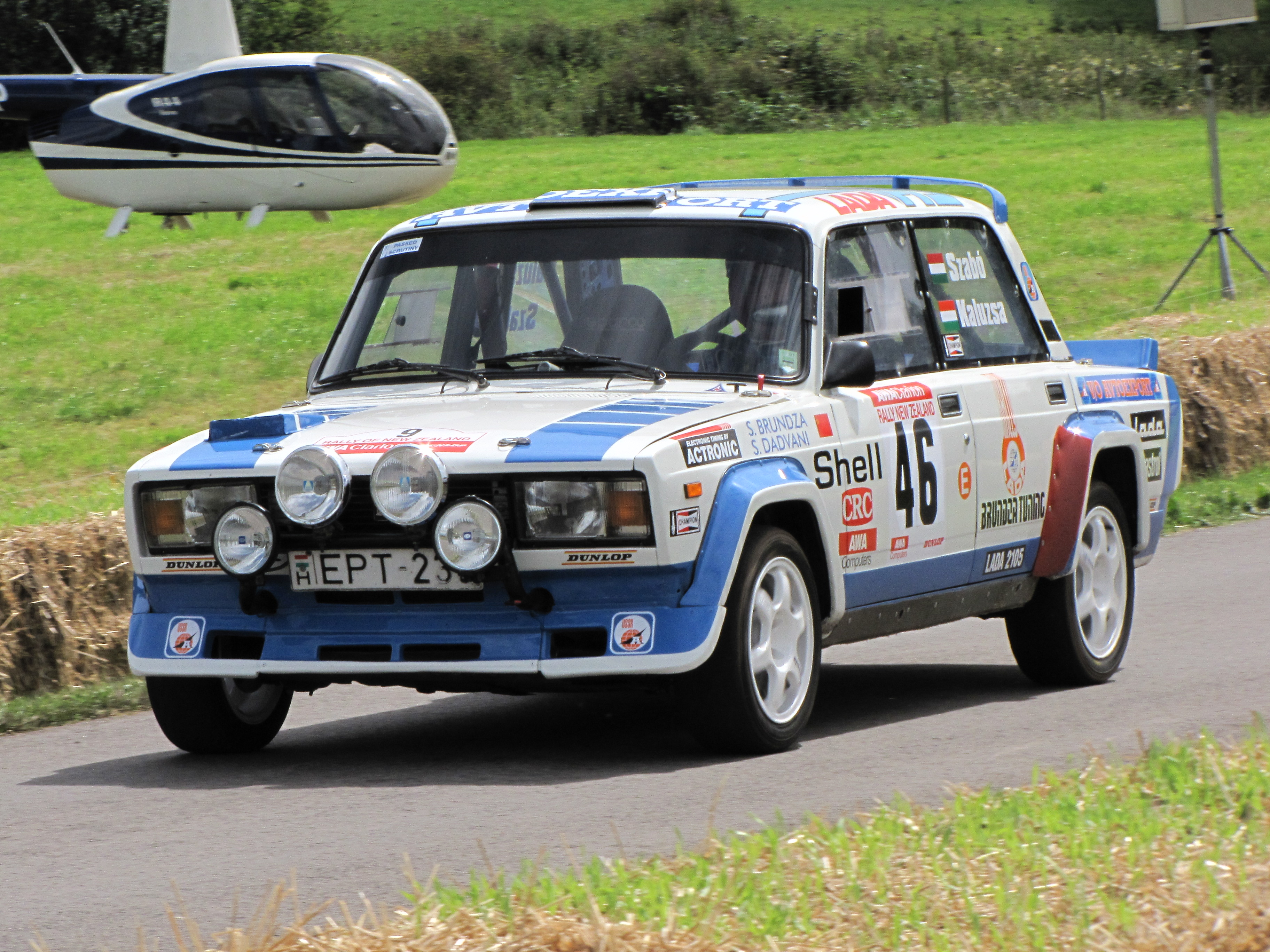
Lada 2105 VFTS.
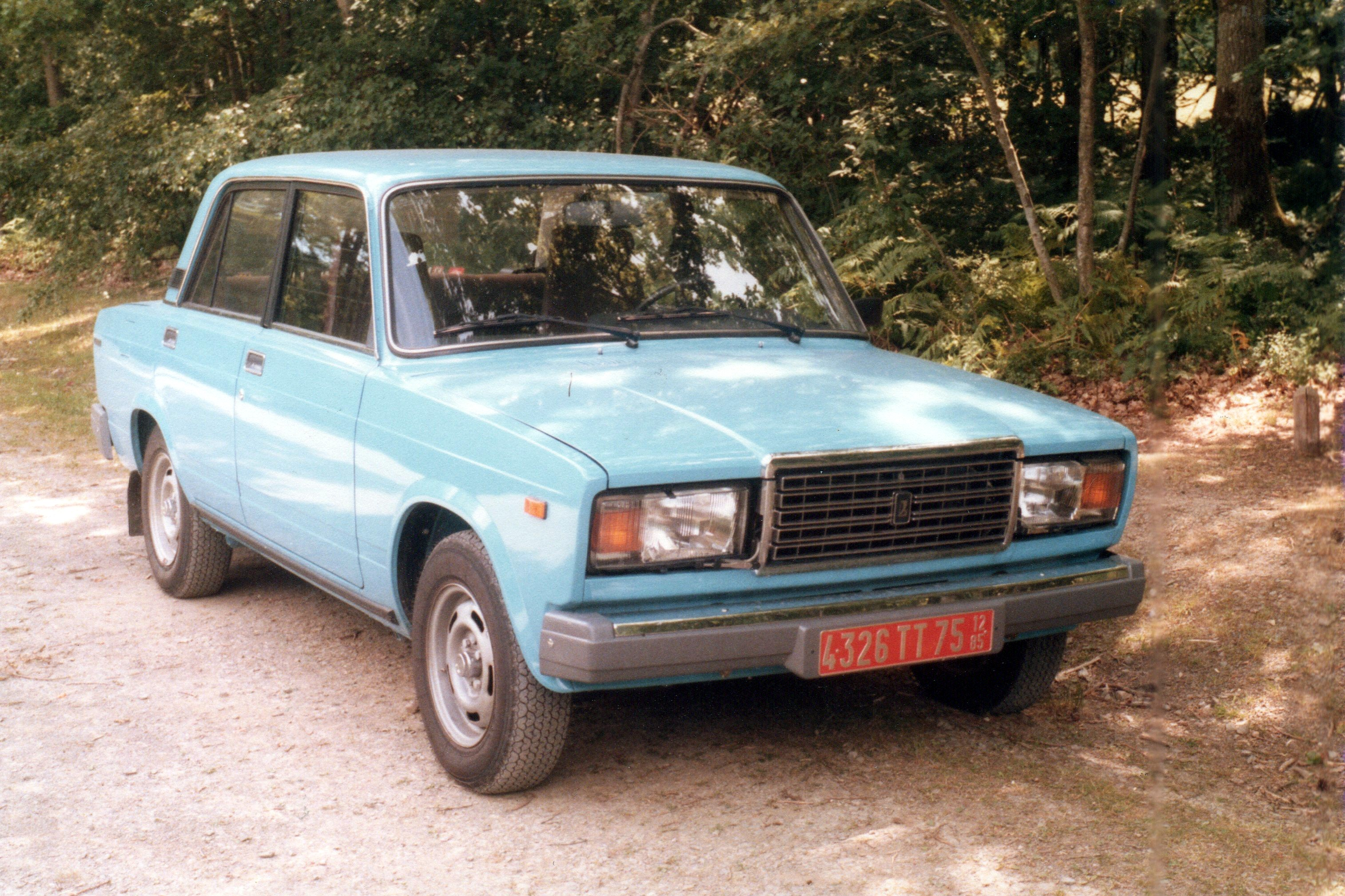
Lada 2107 française (en plaques provisoires de 1985).
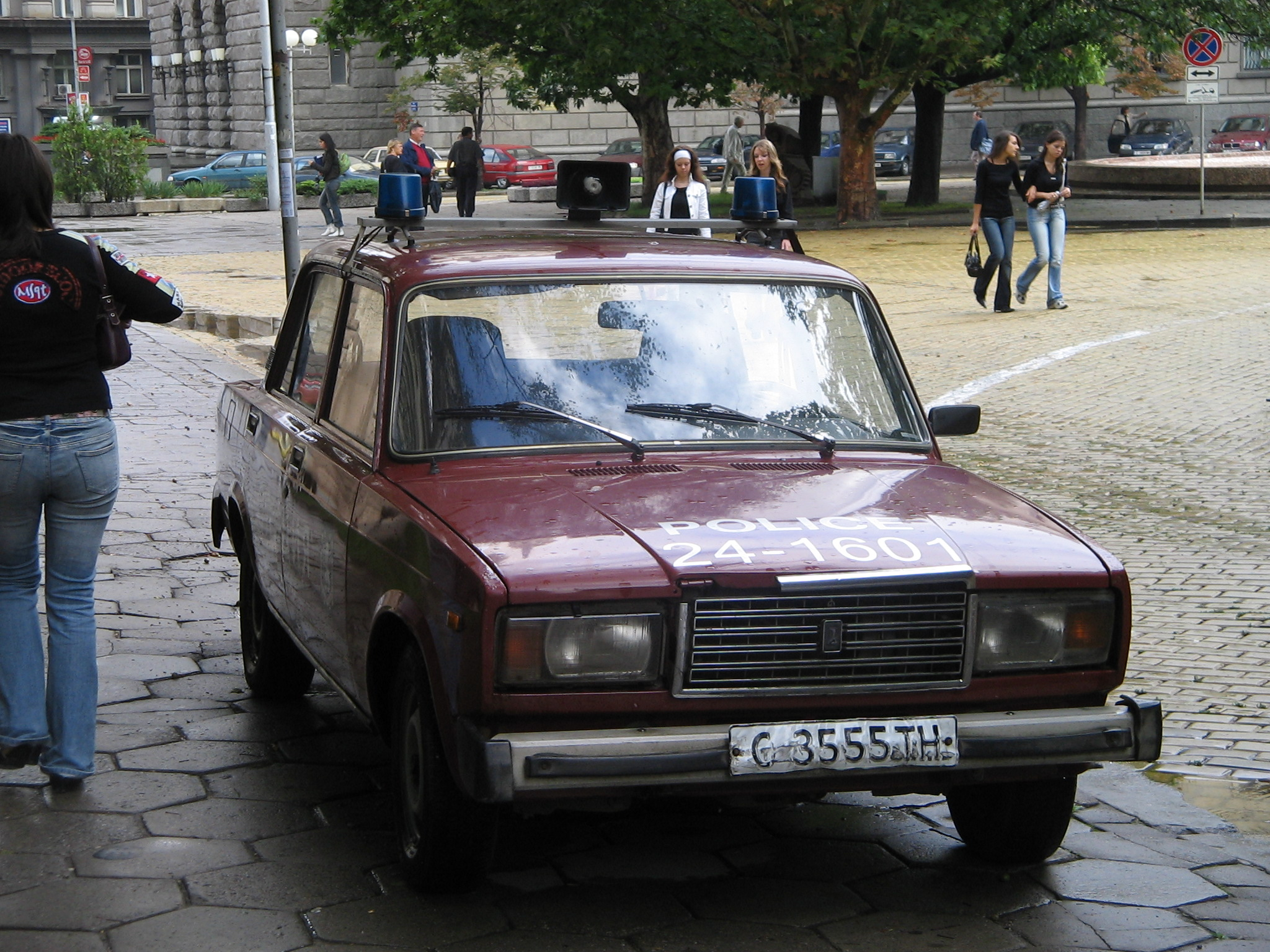
Lada 2107 de la police bulgare
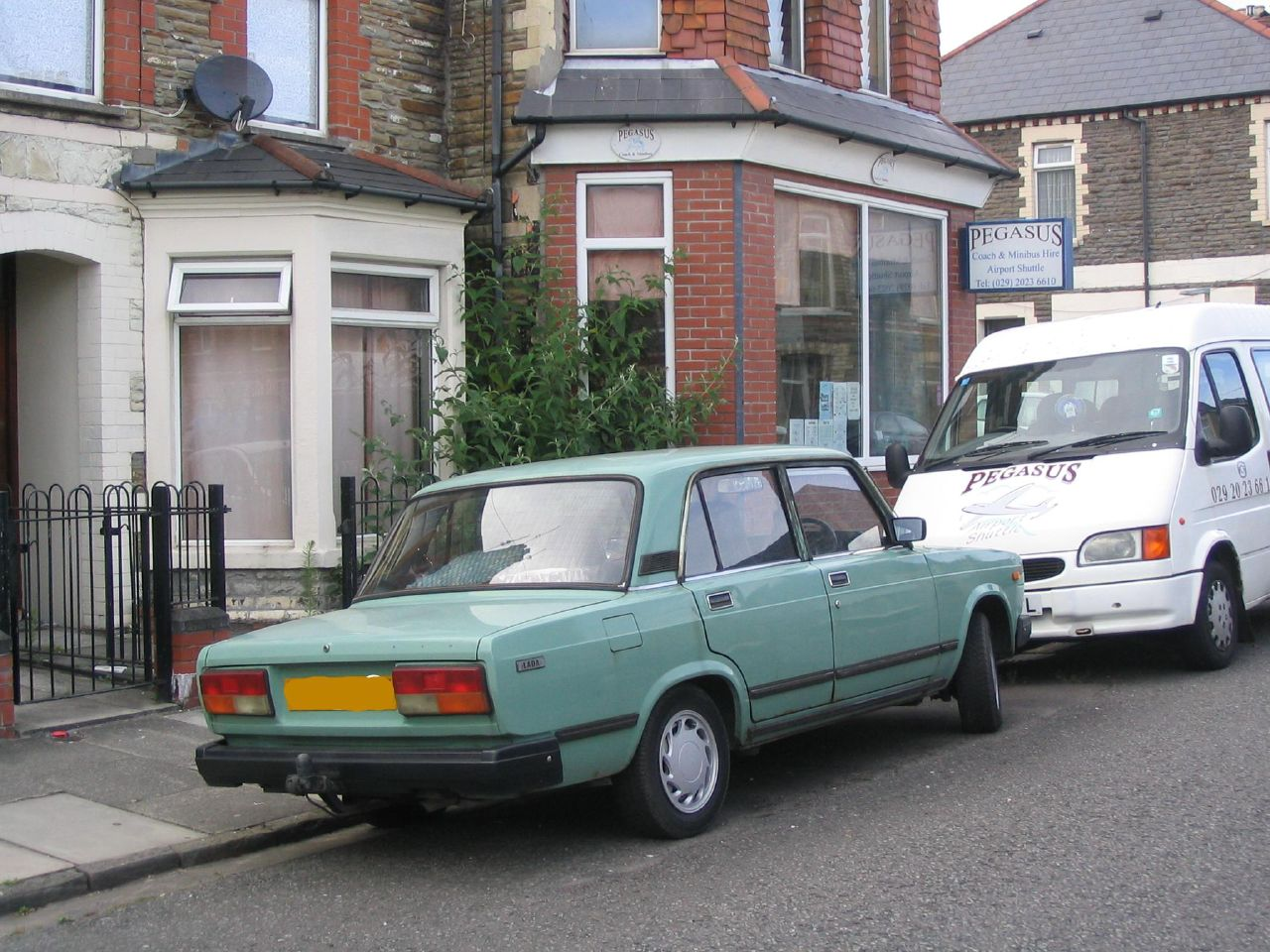
Lada Riva britannique
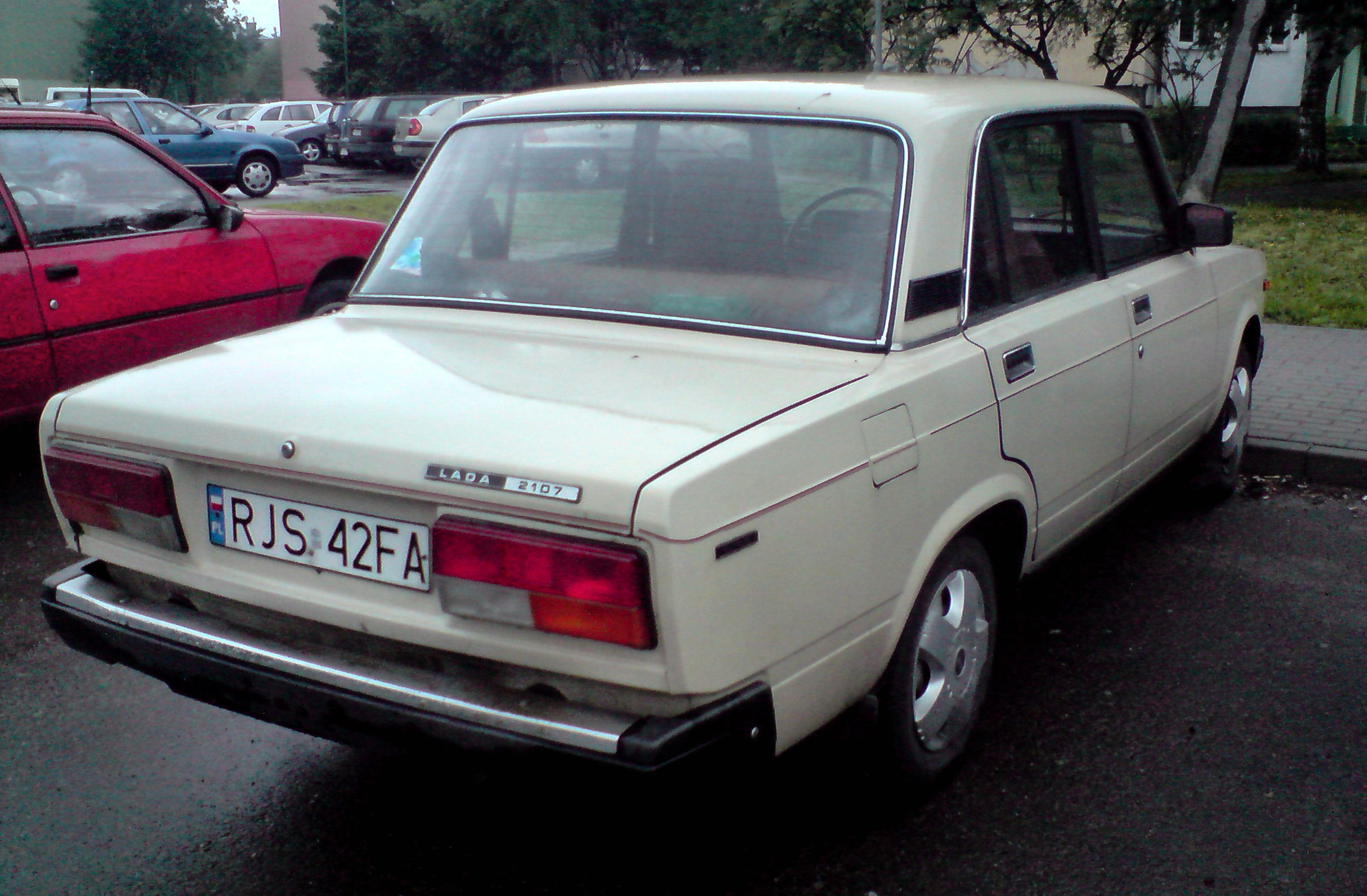
Lada 2107 polonaise
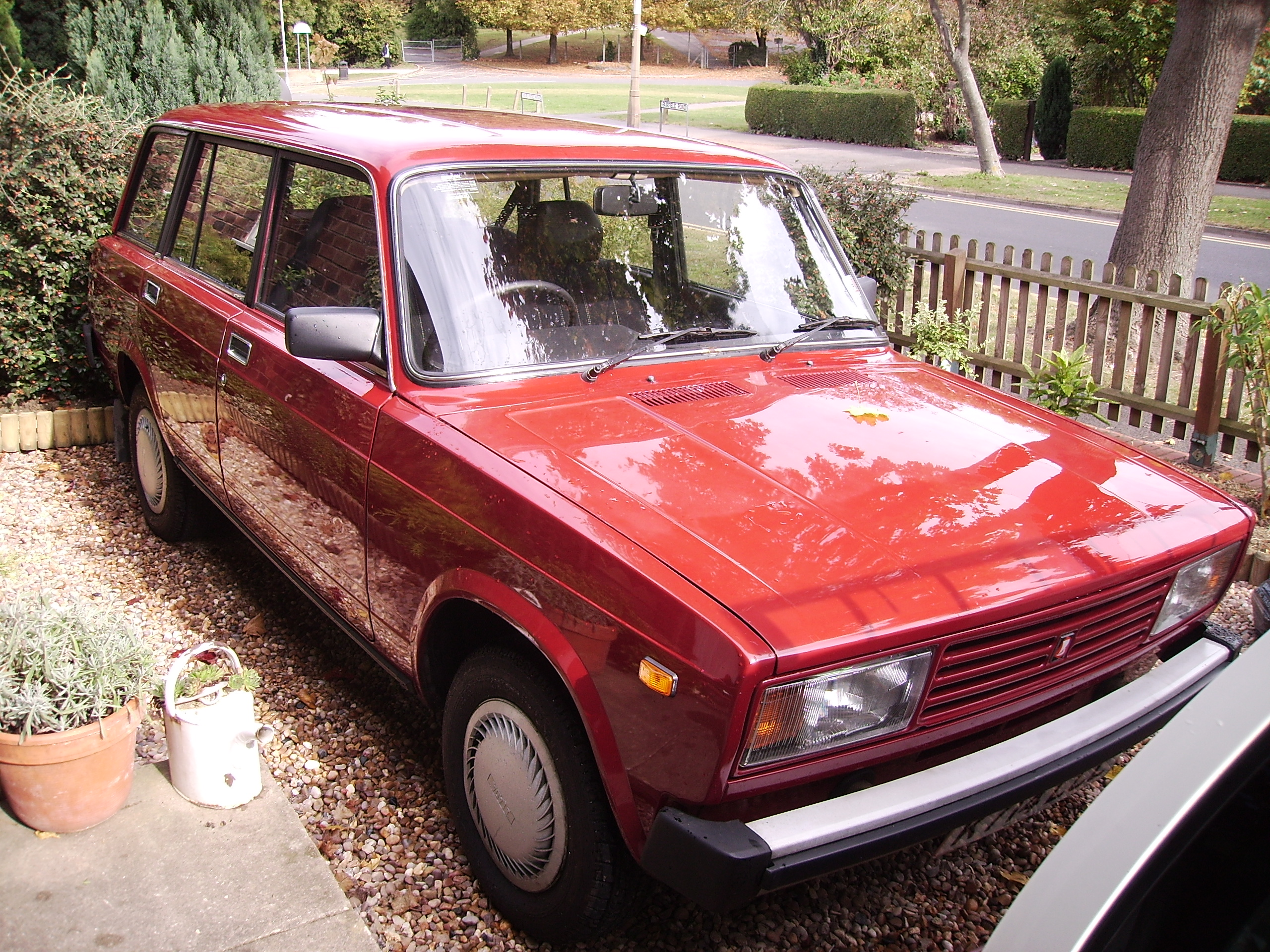
Lada Riva 1500 Estate britannique
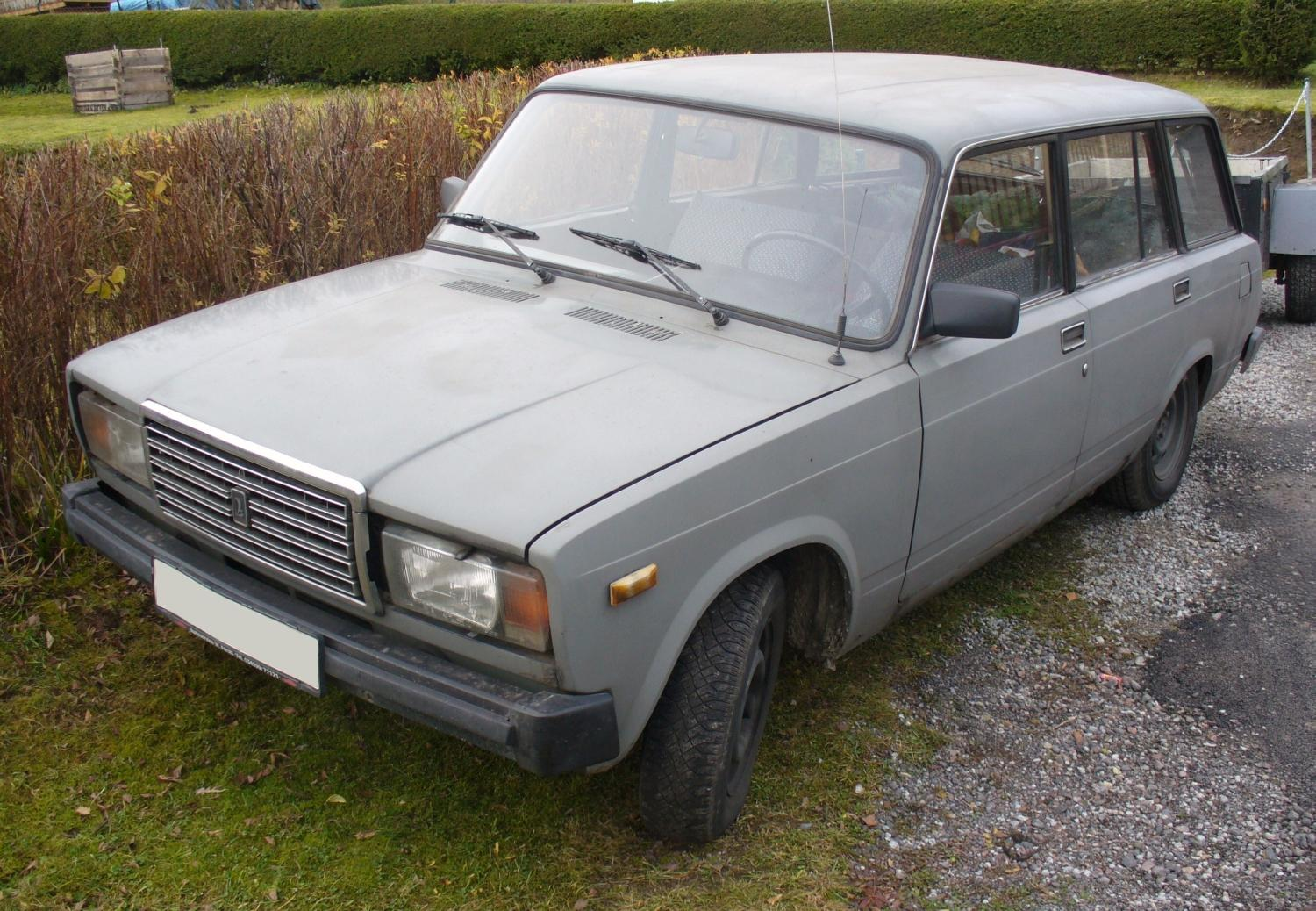
Lada 2104 fabriquée par Izh
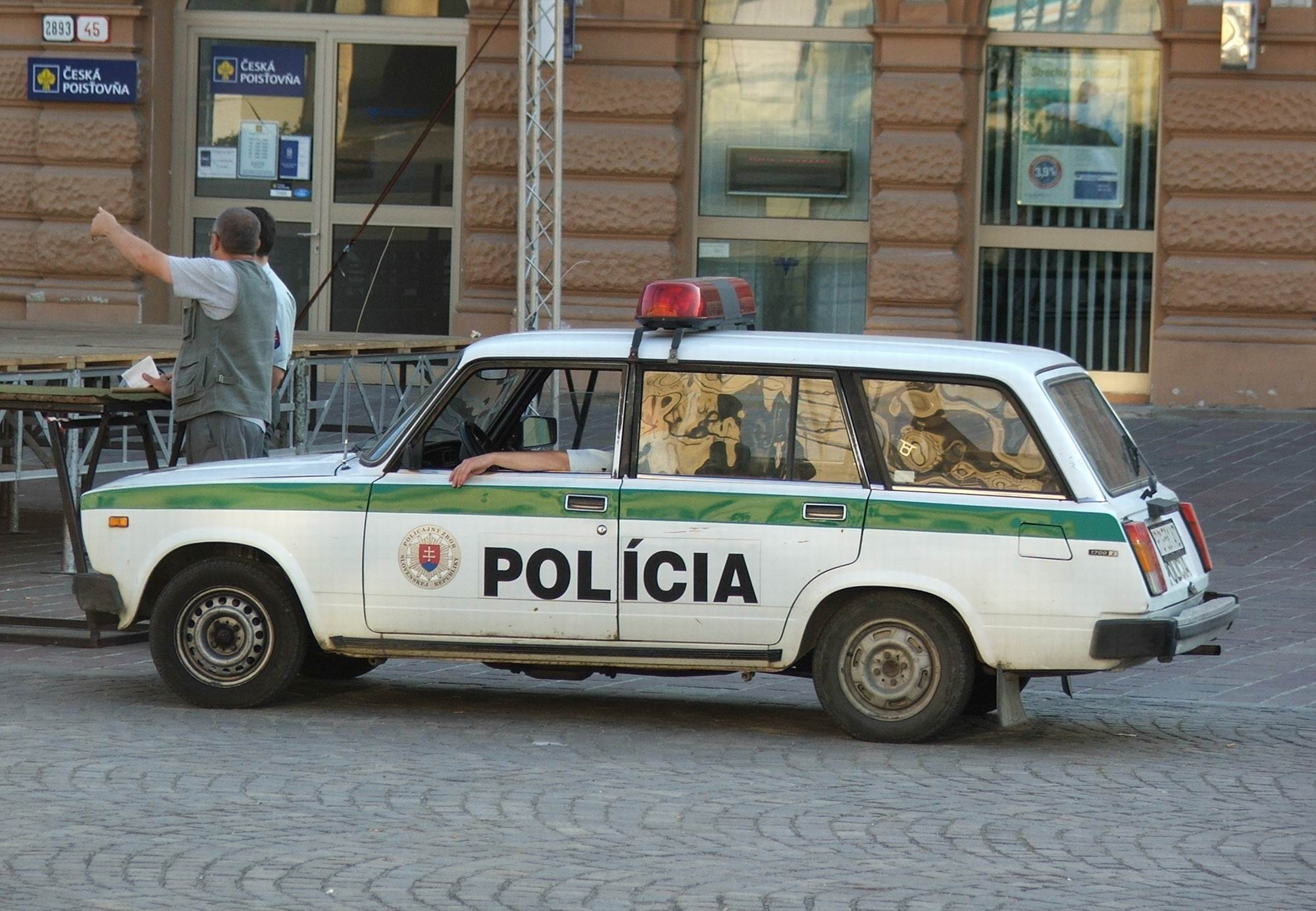
Lada 2104 de la police slovaque
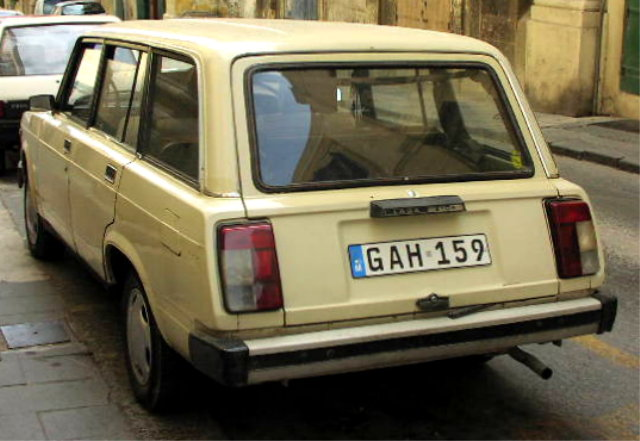
Lada 2104 maltaise

### Sources
- Bernard Vermeylen, Voitures des pays de l'Est, E-T-A-I, Boulogne-Billancourt, 2008  (ISBN 9782726888087)
- (fr) Page consacrée à la Lada 2105 sur le site ladavaz.be.tc
- (fr) Page consacrée à la Lada 2107 sur le site ladavaz.be.tc
- (fr) Page consacrée à la Lada 2104 sur le site ladavaz.be.tc